# 皆川月華
皆川 月華（みながわ げっか、1892年（明治25年）6月14日 - 1987年（昭和62年）5月11日）は、日本の染色家。京都府京都市出身。本名秀一。
染色技法である友禅に洋画手法を応用し「染彩」の技法を確立した。また京都祇園祭の山鉾に使用される銅掛や前掛などを長年製作していた。

## 来歴
1892年（明治25年）6月4日、京都府京都市に生まれる。1911年（明治44年）、友禅の安田翠仙に師事。1917年（大正6年）には都路華香に師事、その後関西美術院で洋画を修学。
1927年（昭和2年）「富貴霊獣文」が第8回帝展初入選、1932年（昭和7年）「山海図」が第13回帝展特選受賞。以後、天然染料や古代染色の研究にも取り組む。また1956年（昭和31年）より京都府嘱託として海外美術工芸調査のため渡米、アメリカ合衆国各地を巡遊した。
1960年（昭和35年）の第3回新日展出品作「濤」が、翌1961年（昭和36年）日本芸術院賞を受賞。1971年（昭和41年）以降は日展に属し日展参与、日展参事を歴任した。
1983年（昭和58年）3月4日、染繊工芸家として京都府文化賞特別功労賞を受賞。1984年（昭和59年）日本現代染織造形協会会長就任、また日本現代工芸美術家協会、日本きもの染織工芸会理事長などを務めた。
1987年（昭和62年）5月11日、脳血栓のため京都府京都市左京区の自宅で死去、享年94。

## 代表作
| 作品名         | 製作年             | 備考             |
| -------------- | ------------------ | ---------------- |
| 「富貴霊獣文」 | 1927年（昭和2年）  | 第8回帝展入選。  |
| 「山海図」     | 1932年（昭和7年）  | 第13回帝展特選。 |
| 「唐獅子図」   | 1954年（昭和29年） | 菊水鉾胴懸。     |
| 「孔雀図」     | 1955年（昭和30年） | 菊水鉾見送。     |
| 「下水引」     | 不明               | 菊水鉾下水引。   |
| 「昇り龍図」   | 1981年（昭和56年） | 郭巨山見送。     |

## 作品集
- 皆川月華『月華作品集』芸艸堂 、1921年。ASIN B0098ZWGIW。
- 皆川月華『染彩皆川月華作品集』光琳社出版、1973年。ASIN B000J93C0M。
- 皆川月華『染芸皆川月華』京都書院、1979年11月。ASIN B000J8BYDK。
- 皆川月華『染彩天井画集』京都書院、1975年。ASIN B000J93KUE。
- 皆川月華著、朝日新聞社編『皆川月華展図録～卒寿記念染彩』朝日新聞社、1982年。ASIN B00HQEX0WI。